# Hylopsar
Hylopsar és un gènere d'ocells de la família dels estúrnids (Sturnidae).

## Llistat d'espècies
Segons la classificació del Congrés Ornitològic Internacional (versió 12.2, juliol 2022) aquest gènere conté dues espècies:
- Hylopsar purpureiceps - estornell de cap porpra.
- Hylopsar cupreocauda - estornell cua de coure.